# 마쓰시타 나오키
마쓰시타 나오키(일본어: 松下 直樹, 1978년 6월 6일 ~ )는 일본의 전 축구 선수이다.

## 구단 경력
과거 제프 유나이티드 이치하라에서 활동하였다.